# 300: نهوض إمبراطورية
300: نهوض إمبراطورية (بالإنجليزية: 300: Rise of an Empire) هو فيلم تاريخي، ملحمي ودرامي أمريكي للمخرج نوام مورو، صدر لأول مرة في دور السينما في 5 مارس 2014. يعتبر الفيلم الجزء الثاني لفيلم 300.

## طاقم التمثيل
- سوليفان ستابليتون، بدور ثيميستوكليس.
- إيفا جرين، بدور آرتميس الأولى.
  - كايتلين كارمايكل: آرتميس في عمر الثماني سنوات.
  - جاد شينوويث: آرتميس في عمر الثلاثة عشر سنة.
- لينا هيدي، بدور الملكة غورغو.
- رودريغو سانتورو، بدور خشايارشا الأول.
- جاك أوكونيل، بدور كاليستو.
- هانس ماتسون، بدور أيسيكلوس.
- كالان مولفاي، بدور سيلياس.
- إيغال ناور، بدور داريوس الأول.
- باتريك مينساه، بدور معلم آرتميس الأولى ورسول فارسي.
- أندرو بليافان، بدور داكسوس.
- بن تورنر، بدور الجنرال أرتافارن.
- أندرو تيارنان، بدور إفيالتاس.
- أشرف برهوم، بدور الجنرال بنداري.
- كريستوفر سيويرف، بدور الجنرال كشاني.
- ديفيد وينهام، بدور ديليوس.

## معلومات عامة
- الاسم الأصلي بالفرنسية: 300: La Naissance d'un Empire
- السيناريو: كورت جونستاد وزاك سنايدر عن الرواية المصورة 300 للكاتب فرانك ميلر.
- مدير فني: سونيا صافوفا، سو شان.
- الديكور: باتريك تاتوبولوس.
- الأزياء: ديسيسلافا أندونوفا.
- المونتاج: وايات سميث.
- الموسيقى: جانكي إكس أل.
- المنتج: مارك كانتون، برني غولدمان، جياني نوناري، ديبوراه سنايدر، زاك سنايدر، توماس تول.
- شركة الإنتاج: ليجنداري بيكتشرز، وارنر برذرز، أتموسفير إنترتاينمنت أم أم، كرويال أند أنوشوال فيلمز، هوليوود غانغ برودوكشن.
- التصميم: ملون - 35 مم - 2.35:1 - الصوت دولبي رقمي - متوفر بتقنية 3D.
- تاريخ الإصدار:
  -  فرنسا: 5 مارس 2014.
  -  الولايات المتحدة: 7 مارس 2014.

## القصة
الفيلم تاريخي عاطفي يصور حقبة تاريخية عانت فيها المدن الاغريقية من الغزوات الفارسية المتعددة فيصور الفيلم الغزو الفارسي الثاني لبلاد الإغريق وتدور أحداث الفيلم في هذا السجال.
يبدأ الفيلم من حيثث انتهى الجزء الأول 300 (فيلم). فبعد انتصار الجيش الفارسي على ملك أسبرطة ليونيداس وجنوده الثلاثمائة ومقتلهم تحرك الجيش الفارسي تحت قيادة ملك الفرس خشايارشا الأول تجاه كبرى المدن الاغريقية. كانت مدينة أثينا أولي المدن على طريق الجيش الفارسي.
وتميزت أثينا بالديمقراطية في اتخاد القرار واعتمد جيشها في قوامه الاساسي على اسطول بحري منظم يقوده ثيميستوكليس. اضطر ثيميستوكليس، على غير رغبته، إلى عقد تحالف مع غريمتهم التقليدية مدينة اسبرطة التي تطبق الديكتاتورية في اتخاذ القرار ويعتمد جيشها في قوامه الاساسي علي الجيش البري، ولكن على الرغم من هذا التخالف ظلت قوات الملك خشايارشا الأول تفوقهم عددا.

## ردود النقاد
حصل الفيلم على تقييم 54 بناء على 34 في موقع ميتاكريتيك، وكانت مراجعات النقاد متراوحة بين الإيجابي والسلبي منها، حيث كتب ريتشارد ريوبر من صحيفة شيكاغو سن-تايمز: «300: نهوض إمبراطورية، هو فيلم رائع من كل النواحي، فهو يحتوي على مشاهد قتال رائعة وصور حاسوبية رائعة.» وتقييم الفيلم في موقع الطماطم الفاسدة هو 41 بالمئة مع نتيجة 4.9 بناءً على 163 مراجعةً.

## وصلات خارجية
- 300: نهوض إمبراطورية على موقع IMDb (الإنجليزية)
- 300: نهوض إمبراطورية على موقع ميتاكريتيك (الإنجليزية)
- 300: نهوض إمبراطورية على موقع روتن توميتوز (الإنجليزية)
- 300: نهوض إمبراطورية على موقع نتفليكس (الإنجليزية)
- 300: نهوض إمبراطورية على موقع قاعدة بيانات الأفلام العربية
- 300: نهوض إمبراطورية على موقع ألو سيني (الفرنسية)
- 300: نهوض إمبراطورية على موقع Turner Classic Movies (الإنجليزية)
- 300: نهوض إمبراطورية على موقع أول موفي (الإنجليزية)
- 300: نهوض إمبراطورية على موقع بوكس أوفيس موجو (الإنجليزية)
- 300: نهوض إمبراطورية على موقع فيلمافينيتي (الإسبانية)
- موقع الفيلم الرسمي